# Шрайнер, Скотт
Скотт Шрайнер (англ. Scott Shriner) — американский бас-гитарист, музыкант. Родился 11 июля 1965 года. Наиболее известен как басист рок-группы Weezer. Скотт заменил предыдущего басиста Weezer Майки Уэлша в 2001, так как тот решил заняться карьерой художника, с тех пор он продолжает свою деятельность в группе. Так-же Скотт некоторое время выступал в проекте коллеги по группе Патрика Уилсона под названием The Special Godness.

## Биография
Перед тем, как начать свою музыкальную карьеру Скотт успел послужить в Корпусе Морской Пехоты США, после увольнения он успел поучиться игре на бас-гитаре у своего школьного учителя, после чего он в возрасте 25 лет переехал в Лос-Анджелес, Калифорния, там же он поступил в музыкальный институт и занялся музыкальной карьерой.
Так-же в Лос-Анджелесе Шрайнер успел засветиться в нескольких группах, так-же он какое-то время был в группе поддержки Vanilla Ice.
Скотта можно считать самым долгоиграющим басистом Weezer, хотя изначально он был в группе на основе сессионного музыканта, и не должен был играть в ней на постоянной основе, как сказал сам Риверс Куомо.
Так-же он успел поучаствовать в записи 12 из 15 студийных альбомов группы. Что удивительно, в 2005 году он исполнил ведущие вокальные партии в песнях Weezer «In the Garage», «Dope Nose» и «Fall Together».